# لويس باول جوناس
لويس باول جوناس (بالإنجليزية: Louis Paul Jonas)‏ هو رسام أمريكي، ولد في 17 يوليو 1894 في بودابست في المجر، وتوفي في 16 فبراير 1971.